# The Lesson (film 1910)
The Lesson è un cortometraggio muto del 1910 diretto da David W. Griffith.

## Trama
Il più grande desiderio dell'anziano reverendo Hollister sarebbe quello di vedere il figlio James abbracciare la sua stessa professione. Ma il giovane, anche se maschera con il padre le sue vere attitudini, non ama quella vita di fede e preferisce passare il suo tempo nei bar. Sua sorella Ruth conosce la verità, ma tace. E, quando, tempo dopo, vede aggravarsi le condizioni del padre, si fa forza per andare a cercare il fratello nei bassifondi. James si trova nei guai per aver colpito il barista che cade battendo la testa contro la barra del bancone. Ruth porta a casa il fratello e ferma la polizia che lo sta per arrestare, implorando i poliziotti di lasciarlo vedere per l'ultima volta il padre sul letto di morte. Ignaro, il reverendo esala l'ultimo respiro convinto che il figlio seguirà le sue orme.

## Produzione
Il film venne girato nel New Jersey, a Fort Lee, prodotto dalla Biograph Company.

## Distribuzione
Distribuito dalla General Film Company, il film - un cortometraggio in una bobina - uscì nelle sale cinematografiche acronimo il 19 dicembre 1910.